# Guéchémé
Guéchémé (auch: Ghéshémé) ist eine Landgemeinde im Departement Tibiri in Niger.

## Geographie
Guéchémé grenzt im Südosten an den Nachbarstaat Nigeria. Die Nachbargemeinden in Niger sind Tibiri im Nordwesten, Douméga im Nordosten, Karakara im Südwesten sowie Karguibangou und Tombokoirey II im Nordwesten.
Bei den Siedlungen im Gemeindegebiet handelt es sich um 106 Dörfer, 110 Weiler und 19 Lager. Der Hauptort der Landgemeinde ist das Dorf Guéchémé. Weitere größere Dörfer sind Beye-Beye, Fadama, Lido, Lokoko und Sabon Gari.
Durch das Gemeindegebiet verläuft das große, periodisch wasserführende Trockental Dallol Maouri. In Guéchémé besteht ein hohes Risiko von Überschwemmungen.
In der Gemeinde herrscht das Klima der Sahelzone. Es gibt eine kühle Trockenzeit von November bis Februar, eine heiße Trockenzeit von März bis Mai, eine Regenzeit von Juni bis September sowie erneut eine heiße Trockenzeit im Oktober. Die Temperaturen schwanken zwischen 18 und 30 °C in der kalten Jahreszeit und zwischen 35 und 43 °C in der heißen Trockenzeit. Niederschläge fallen zeitlich und räumlich unregelmäßig. Die durchschnittliche jährliche Niederschlagsmenge beläuft sich auf 600 mm pro Jahr an etwa 40 Regentagen.

## Geschichte

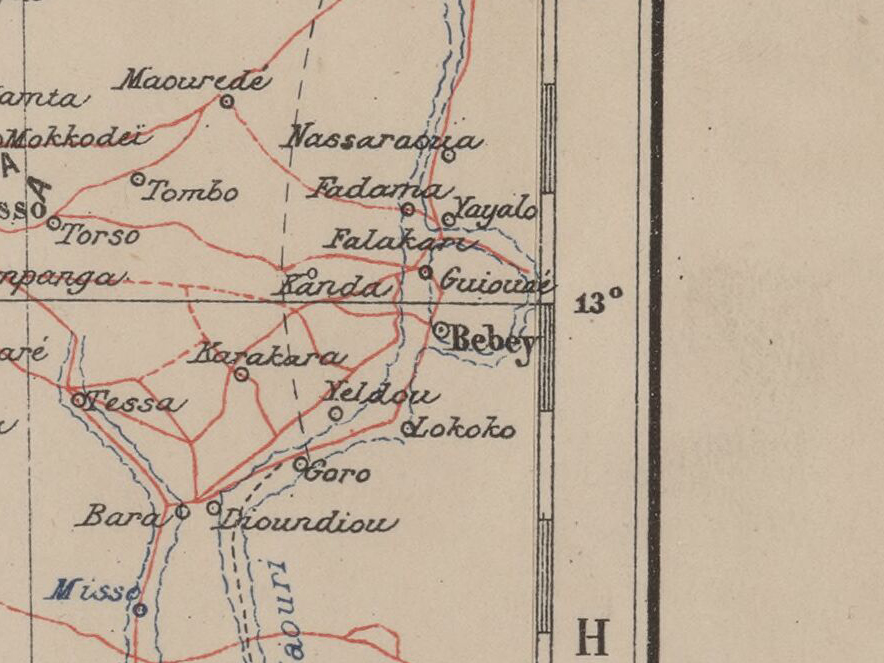
Ausschnitt einer Karte von 1903 mit dem Dorf Beye-Beye (Bebey) im Zentrum

Das Gebiet von Guéchémé war ab dem 18. Jahrhundert ein kleines Fürstentum namens Takassaba. Es wurde von Maouri beherrscht, einer Untergruppe der Hausa. Der Gründer von Takassaba war ein Maouri namens Babba. Einer seiner Nachfolger war Kiassa, der von 1798 bis 1828 regierte. Ihm gelang es sein Herrschaftsgebiet auf weitere Dörfer auszuweiten, darunter Bana, Dioundiou und Yélou. Bald nach seinem Tod zerfiel sein Reich jedoch wieder. Im 19. Jahrhundert gab es in Takassaba wechselnde Herrschaftssitze. Dazu zählten die heutigen Dörfer Guéchémé und Beye-Beye, das nach seinem Gründer benannt ist. Von 1894 bis 1917 war Soumana der Herrscher von Takassaba. Er erlebte die Ankunft der französischen Kolonialherren.
Frankreich richtete 1934 einen Kanton namens Takassaba ein. Im Jahr 1975 wurde Guéchémé zum Hauptort dieses Kantons bestimmt. Die Landgemeinde Guéchémé ging 2002 im Zuge einer landesweiten Verwaltungsreform aus dem Kanton Takassaba/Guéchémé hervor. Bei Überschwemmungen im Jahr 2008 wurden 238 Einwohner als Geschädigte eingestuft. Seit 2011 gehört die Landgemeinde nicht mehr zum Departement Dogondoutchi, sondern zum neugeschaffenen Departement Tibiri. Im Hauptort kam es im Zeitraum von 2011 bis 2016 in drei Jahren zu Überschwemmungen.

## Bevölkerung
Bei der Volkszählung 2012 hatte die Landgemeinde 108.778 Einwohner, die in 13.762 Haushalten lebten. Bei der Volkszählung 2001 betrug die Einwohnerzahl 88.083 in 10.870 Haushalten.
Im Hauptort lebten bei der Volkszählung 2012 8412 Einwohner in 1074 Haushalten, bei der Volkszählung 2001 6803 in 827 Haushalten und bei der Volkszählung 1988 5134 in 643 Haushalten.
In ethnischer Hinsicht ist die Gemeinde ein Siedlungsgebiet von Arawa, Fulbe, Kurfeyawa und Gobirawa.

## Politik
Der Gemeinderat (conseil municipal) hat 25 gewählte Mitglieder. Mit den Kommunalwahlen 2020 sind die Sitze im Gemeinderat wie folgt verteilt: 9 PNDS-Tarayya, 4 MPN-Kiishin Kassa, 3 MNSD-Nassara, 2 CDS-Rahama, 2 MPR-Jamhuriya, 2 RDP-Jama’a, 2 RDR-Tchanji und 1 CRPD-SULHU.
Jeweils ein traditioneller Ortsvorsteher (chef traditionnel) steht an der Spitze von 102 Dörfern in der Gemeinde, darunter dem Hauptort.

## Wirtschaft und Infrastruktur
Landwirtschaft und Viehzucht sind die wirtschaftlichen Eckpfeiler und die Hauptbeschäftigung in Guéchémé. Die Gemeinde liegt in jener schmalen Zone entlang der Grenze zu Nigeria, die von Tounouga im Westen bis Malawa im Osten reicht und in der Bewässerungsfeldwirtschaft für Cash Crops betrieben wird. In der Regenzeit werden hauptsächlich Hirse, Augenbohnen, Erdnüsse, Erderbsen und Foniohirse angebaut. In der bewässerten Landwirtschaft werden vor allem Zuckerrohr, Wassermelonen, Lattiche, Kohl, Tomaten und Paprika sowie Mangos, Zitrusfrüchte, Guaven und Papayas kultiviert. An Vieh werden Ziegen, Rinder und Schafe sowie ferner Esel, Pferde und Kamele gehalten.
Im Hauptort sowie in den Dörfern Bawada, Beye-Beye, Boye-Boye, Fadama, Landara, Lido, Lokoko, Makorwa und Tombo Dogo werden Wochenmärkte abgehalten. Der Markttag im Hauptort ist Mittwoch. Das staatliche Versorgungszentrum für landwirtschaftliche Betriebsmittel und Materialien (CAIMA) unterhält eine Verkaufsstelle im Hauptort. Die Niederschlagsmessstation im Hauptort liegt auf 200 m Höhe und wurde 1972 in Betrieb genommen.
Gesundheitszentren des Typs Centre de Santé Intégré (CSI) sind im Hauptort sowie in den Siedlungen Fadama, Lido und Makorwa vorhanden. Das Gesundheitszentrum im Hauptort verfügt über ein eigenes Labor und eine Entbindungsstation. Allgemein bildende Schulen der Sekundarstufe des Typs Collège d’Enseignement Général (CEG) gibt es im Hauptort sowie in den Siedlungen Fadama, Lido, Lokoko, Makorwa und Tombo Dogo. Beim Centre de Formation aux Métiers de Guéchémé (CFM Guéchéme) handelt es sich um ein Berufsausbildungszentrum.
Durch die Gemeinde, unter anderem durch den Hauptort, verläuft die Nationalstraße 3 zwischen Bolbol Goumandey und Koré Maïroua. Im Dorf Lido kreuzt die Nationalstraße 3 die Nationalstraße 2 zwischen Boureïmi und Mafouta. Beim Dorf Angoual Marafa zweigt die Landstraße RR3-011 nach Douméga von der Nationalstraße 2 ab.

## Persönlichkeiten
- Mahamane Dan Dobi (1923–1981), Politiker und Dramatiker
- Joseph Diatta (1948–2020), Diplomat